# Kraftwerk Rieden
Das Kraftwerk Rieden ist ein Laufwasserkraftwerk der illwerke vkw vom Typ Ausleitungskraftwerk und liegt im Werksgelände der illwerke vkw im Ortsteil Weidach von Bregenz in Vorarlberg auf der orografisch rechten Seite der Bregenzer Ache. 

## Geschichte und technische Entwicklung
Unter der Leitung des Textilindustriellen, Erfinders und Elektropioniers Friedrich Wilhelm Schindler errichtete das Unternehmen Jenny & Schindler, die Rechtsvorgängerin der Vorarlberger Kraftwerke AG (VKW), 1891 auf dem heutigen Betriebsgelände der illwerke vkw AG in Bregenz-Rieden das ursprüngliche Laufkraftwerk Rieden. Zweck des Kraftwerks war die Stromversorgung der Textilwerke Jenny & Schindler in Kennelbach. Die Anlage bildete darüber hinaus den Ausgangspunkt für die erste öffentliche Stromversorgung Vorarlbergs.
Zur Entnahme der Primärenergie staute man die Bregenzer Ache flussaufwärts von Kennelbach mit einem großen Wehr (Ausleitstelle, Lage) und leitete das Wasser für das Kraftwerk in einem etwa 3 km langen, offenen Werkskanal an der Textilfabrik Jenny & Schindler und Kennelbach vorbei bis nach Rieden. Dort nutzte man das Gefälle von über sechs Metern und den Wasserzufluss von achttausend Sekundenlitern mit Hilfe einer Jonvalturbine und stellte mit zwei Gleichstromgeneratoren eine Leistung von 175 PS (ca. 129 kW) bereit.
1901 wurde die Jonvalturbine durch eine Francis-Turbine mit stehender Welle (500 PS) ersetzt. Zur Überbrückung wasserarmer Zeiträume wurde eine 500-PS-Kolbendampfmaschine mit drei Flammrohrkesseln (Cornwallkessel) installiert. 1902 wurden drei Generatoren mechanisch an der Turbine parallel betrieben, wobei jede Maschine einen eigenen Netzteil versorgte (kein Netzparallelbetrieb, eine Maschine für Rieden, eine für Kennelbach und die dritte für die Stadt Bregenz). Aufgrund des stetig steigenden Bedarfs an elektrischer Energie stand die Dampfkraftanlage neben der Wasserkraftanlage kontinuierlich in Betrieb. Der ursprünglich angedachte Reservebetrieb bei Niedrigwasser konnte nicht eingehalten werden.

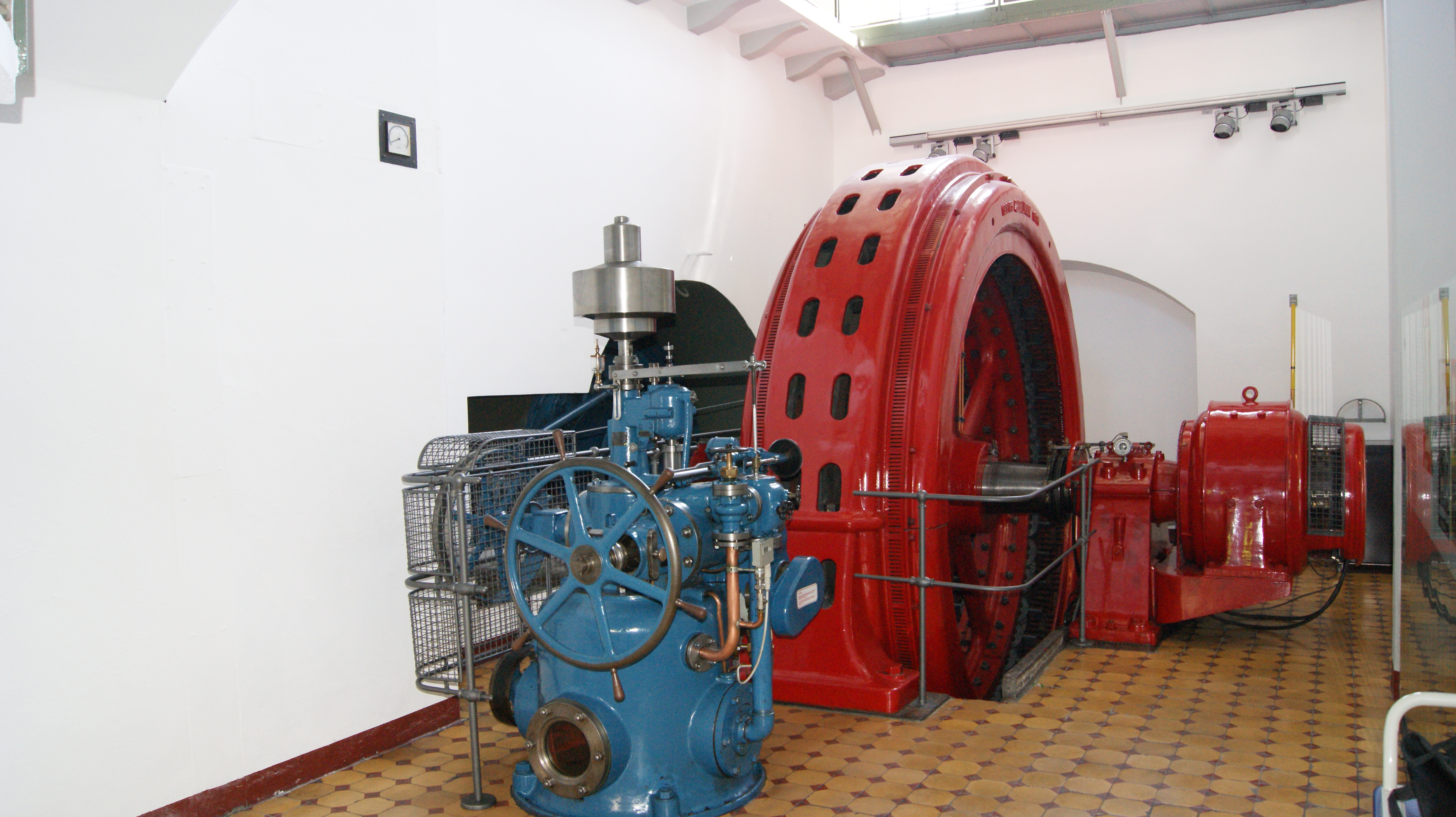
Alter Hauptgenerator (links) und der Hausgenerator (angekuppelt kleiner rechts) in der Ausstellung im Krafthaus in Bregenz

1914 wurde das Wasserkraftwerk erneut zur Leistungssteigerung umgebaut und die einfache Francisturbine durch eine liegende Doppel-Francis-Turbine mit gesamt 800 PS ersetzt.
Das zuletzt mit dieser inzwischen seltenen Doppel-Francis-Turbine ausgestattete Kraftwerk war bis 2004 fast ununterbrochen in Betrieb. Die Turbine ist teilweise noch erhalten, der ehemalige Generator (und der Hausgenerator) nunmehr Teil der Ausstellung im Krafthaus Bregenz.

## Derzeitige Anlage

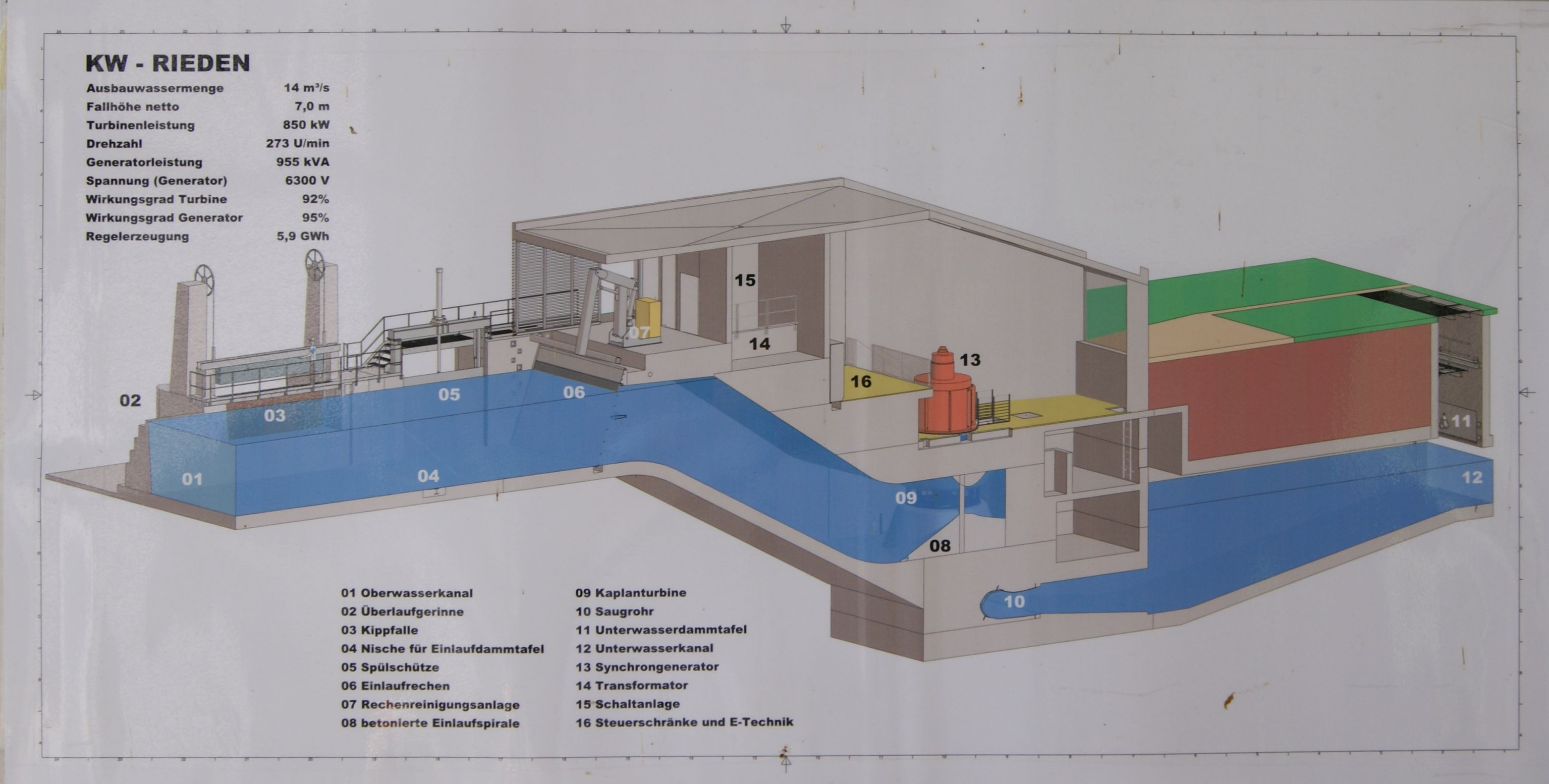
Prinzipschaltbild Kraftwerk Rieden neu (ausgestellt im Krafthaus)

Das neue Wasserkraftwerk Rieden entstand in unmittelbarer Nähe völlig neu und speist seit Juni 2005 jährlich 5,9 Millionen Kilowattstunden ins Netz. In dem Standard-Kleinkraftwerk treibt eine zweifach regulierte Kaplanturbine (850 kW bei 273/min) bei einer nutzbaren Fallhöhe von 7,0 Meter einen 22 Tonnen schweren Synchrongenerator (955 kVA bei 6300 Volt) an. Teile des bestehenden Ober- und Unterwasserkanals in Bregenz-Rieden konnten weiter verwendet werden. Dies ermöglichte eine kompakte und kostengünstige Lösung für den Kraftwerksneubau.